# Station Varenna-Esino-Perledo

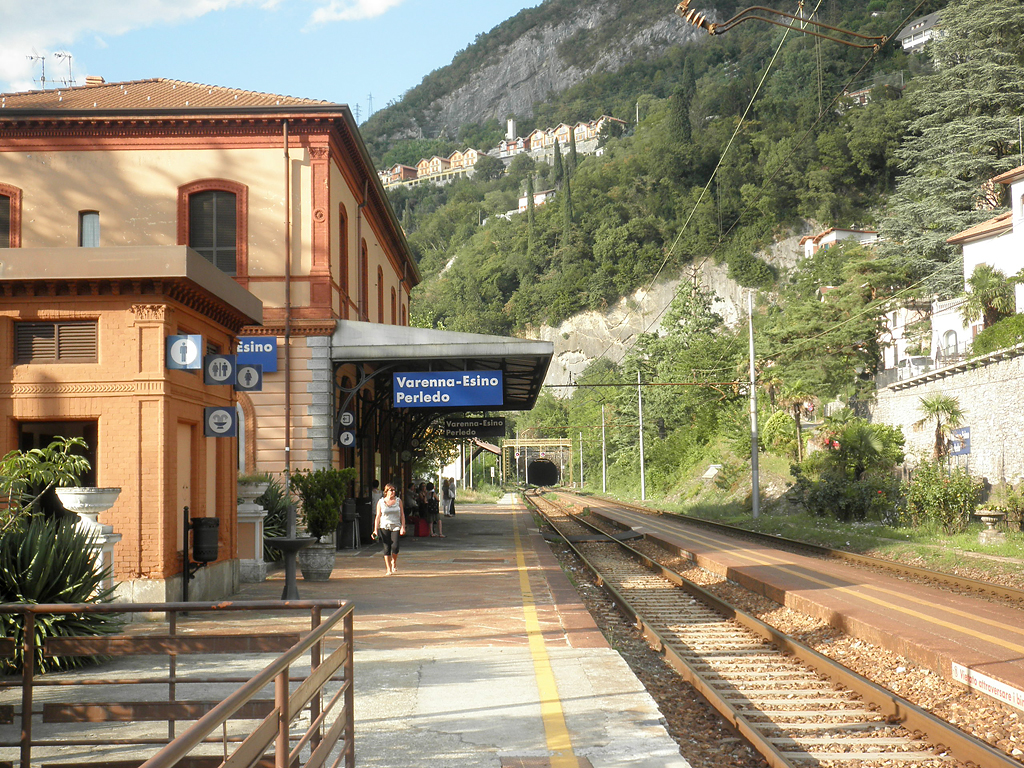
De perrons

Het station Varenna-Esino-Perledo is een spoorwegstation in de gemeente Perledo in Italiaanse provincie Lecco in de regio Lombardije.
Het station bedient de plaatsen Perledo, Varenna en Esino Lario en ligt aan de spoorlijn Tirano-Lecco. Het station heeft twee sporen en twee perrons. Aan weerszijden van het station ligt er een spoortunnel.

## Geschiedenis
In 1892 werd het station geopend met de opening van de spoorlijn van Lecco naar Bellano.
Oorspronkelijk heette het station Varenna, maar de naam van het station werd in 1935 gewijzigd naar Varenna-Esino.

## Bediening
Het station wordt bediend door de regionale treindienst van Calolziocorte-Lecco-Colico-Sondrio en bij de treindienst van de RegioExpress van Milaan-Lecco-Sondrio-Tirano.